# Florian Krassowski
Florian Aleksander Krassowski (ur. 3 grudnia 1816 w Mężeninie, zm. 22 kwietnia 1889, Zakrzów k. Kielc) – polski lekarz, publicysta, epidemiolog.

## Dzieciństwo i młodość
Syn Jana Piusa Krassowskiego (1782-1834) - pisarza komory celnej w Tykocinie i dzierżawcy folwarku w Mężeninie i Franciszki z Wendorffów (1787 - ok. 1825). 
Florian Krassowski ukończył szkołę w elementarną w Tykocinie i wojewódzką w Łomży, następnie gimnazjum w Białymstoku, zakończone uzyskaniem świadectwa uprawniającego go do studiów akademickich. Od 1833 do 1839 roku studiował na Uniwersytecie Wileńskim (na skutek represji carskich przemianowanym wówczas na Akademię Medyczno-Chirurgiczną). Egzamin zdał w 1839 roku przed Radą Lekarską Królestwa Polskiego w Warszawie, dzięki czemu otrzymał dyplom lekarza pierwszej klasy oraz tytuł akuszera (mgr. położnictwa). Uprawniało go to do objęcia stanowiska lekarza powiatowego na terytorium zaboru rosyjskiego i Rosji. Od 1840 roku zajmował po dr. Felicjanie Giedwille stanowisko lekarza obwodowego w Mławie, a od 1849 po dr. Adamie Bućkiewiczu był lekarzem powiatowym w Płocku; pracował na tym stanowisku do 1867 roku.

## Walka z epidemią cholery
W Płocku prowadził wolną praktykę, gdzie odznaczył się w walce z epidemią cholery panującą w tym mieście (1866-1867). Od 1863 roku należał do Kasy Wsparcia Towarzystwa Lekarskiego Warszawskiego. Po roku 1867 był lekarzem wolnopraktykującym. W tym czasie zaangażował się w walkę z przetaczającą się przez ziemie polskie epidemią cholery, której poświęcił szereg artykułów, ukazujących się w krakowskim Przeglądzie Lekarskim, w Gazecie Lekarskiej a także w Kurierze Codziennym. W 1874 roku zdecydował się na zakup dóbr Zakrzów k. Kielc, w którym rodzina Krassowskich zamieszkiwała do wybuchu II wojny światowej. Przebywając w Zakrzowie w 1883 roku prowadził korespondencję dotyczącą cholery z dr. Bolesławem Wicherkiewiczem. Próbował leczyć różnymi środkami, tak jak większość ówczesnych lekarzy w całej Europie. Zmodyfikował sposób leczenia tej choroby, który był stosowany we Francji, podając sok z kiszonych ogórków (zapewne jako środek przeciwwymiotny i pośrednio poprawiający samopoczucie chorego). Rewelacje Krassowskiego spotkały się z dystansem środowiska medycznego, m.in. doktora Ludwika Natansona. Niezrażony sceptycyzmem kolegów po fachu, Krassowski w roku 1880 opublikował poświęconą temu samemu zagadnieniu pracę pt. „Istota cholery azjatyckiej i pospolite jej leczenie”. 
W 1848 roku Krassowski otrzymał rangę Tytularnego Radcy Dworu, a w roku 1857 Radcy Dworu. W 1858 roku odbył wraz z żoną podróż do Paryża, odwiedzając między innymi grób Napoleona Bonaparte w Les Invalides. 
Umarł w 1889 roku i pochowany został w rodzinnym grobowcu na parafialnym cmentarzu w Węgleszynie k. Kielc. 

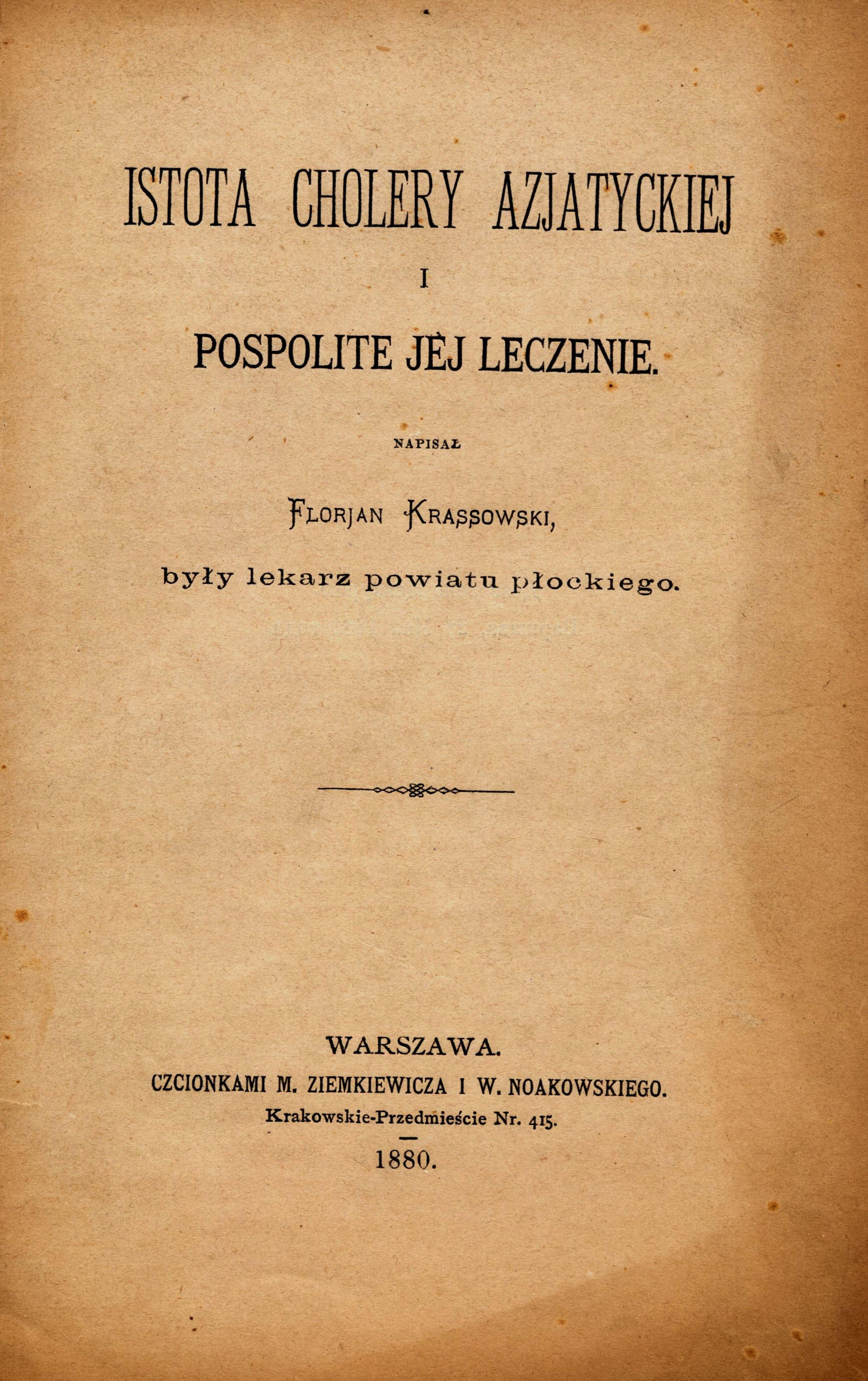
Florian Krassowski, Istota cholery azjatyckiej i pospolite jej leczenie, Warszawa 1880

## Rodzina
Rodzina Krassowskiego od strony ojca, wywodziła się z miejscowości Krasowo-Częstki, pieczętowała herbem Ślepowron i nosiła przydomek Brykcy, rodzina matki Floriana Krassowskiego - Wendorffowie herbu Nabram, zamieszkiwała ziemię słonimską i była blisko spokrewniona z Ewą, Zygmuntem i Alojzym Felińskimi. W 1857 roku Florian Krassowski ożenił się z córką nieżyjącego już asesora Trybunału Płockiego Jakuba Kozłowskiego herbu Jastrzębiec, Leokadią Marią Kozłowską. Dziećmi Floriana Krassowskiego byli m.in. lekarz medycyny dr Antoni Krassowski, żonaty z Marią Giedroyć, inż. rolnik Wincenty Krassowski żonaty z Jadwigą Ursyn-Niemcewicz, inż. metalurg Józef Krassowski ożeniony z Jadwigą Golcz, a także Joanna Leokadia z Krassowskich primo voto Popławska, secundo voto Famińska, Leokadia Michalina z Krassowskich Nielubowiczowa oraz Leokadia Jadwiga z Krassowskich Grzybałowa.

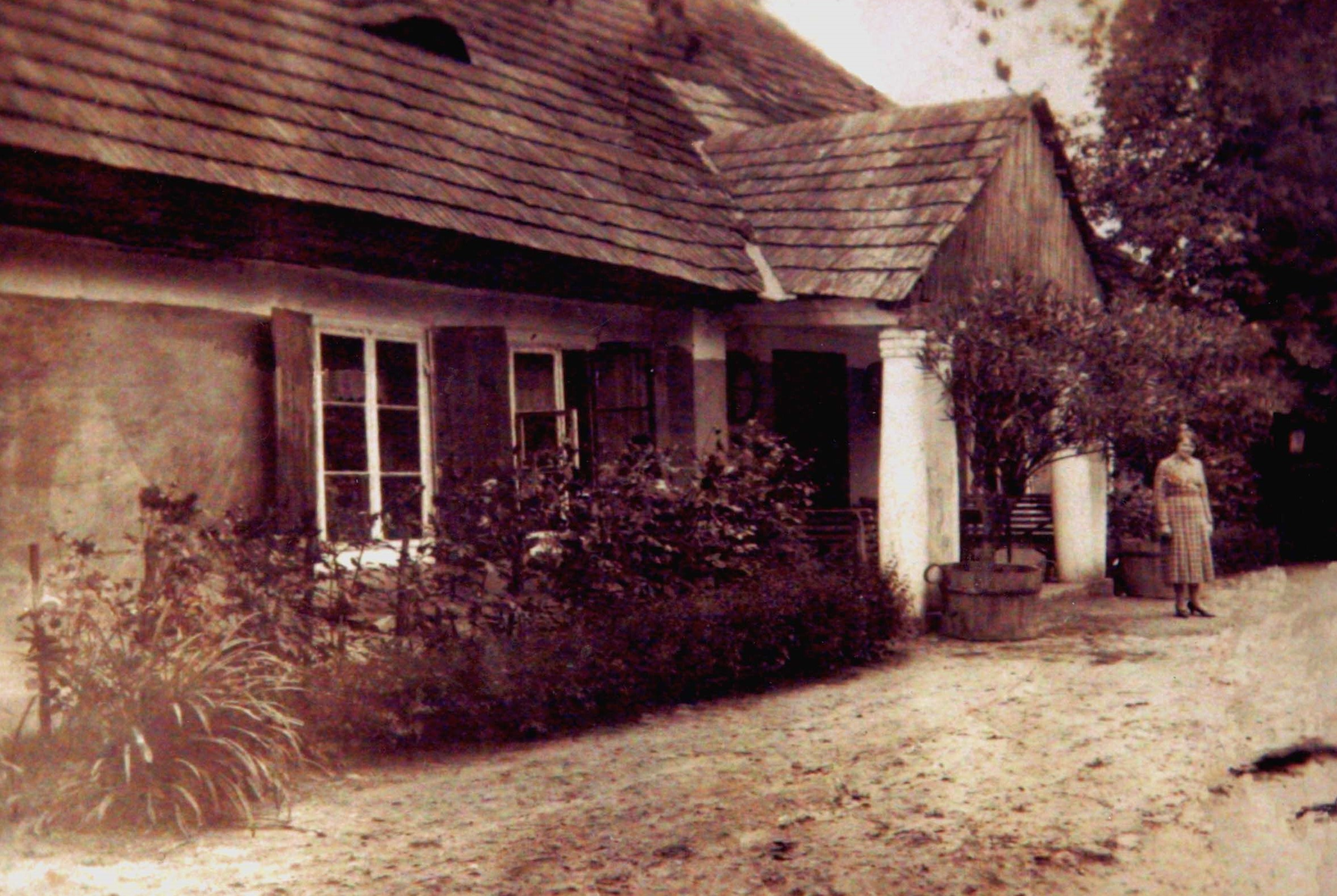
Nieistniejący dwór w Zakrzowie, który był własnością lekarza Floriana Krassowskiego. Zdjęcie z lat 30. XX wieku.

## Dorobek
Publicystyka
Publikował na łamach: Przeglądu Lekarskiego, Gazety Lekarskiej i Kuriera Codziennego.
Książki
- Istota cholery azjatyckiej i pospolite jej leczenie (Warszawa 1880)